# Brassband
Brassband ([ˈbɹɑːsbænd], auch Brass-Band, englisch für „Blechkapelle“) ist eine Blasmusik-Formation, die sich in Großbritannien ab etwa 1830 entwickelte und in den vergangenen Jahrzehnten auch in Kontinentaleuropa, vor allem in der Schweiz und in den Benelux-Ländern, etablieren konnte. In Deutschland und Österreich hingegen existieren nur sehr wenige Brassbands. In Nordamerika und Australien hat die Brassband-Bewegung eine eigene Entwicklung durchgemacht. Der Name leitet sich von brass (englisch: Messing) ab, der als Sammelbegriff für Blechblasinstrumente verwendet wird.

## Geschichte und gesellschaftliche Stellung
Im Gegensatz zu den klassischen Blechbläserensembles, die weltweit aus dem Blechsatz von Symphonieorchestern gebildet wurden, entstanden die Brassbands in den englischen Kohlenbergwerksgebieten. Für viele Arbeiter der frühen Industrialisierung war das Zusammenspiel mit Kollegen eine Abwechslung. Außerdem ging man davon aus, dass die bei dieser Art von Musik besonders intensive Beanspruchung der Atemorgane beruflich bedingten Lungenschädigungen vorbeuge. Auch gingen die Fabrikbesitzer bald dazu über, diese Musikgruppen finanziell zu fördern. So bildeten sich Werkskapellen heraus, mit denen Arbeiter angelockt wurden und die als Werbung für die eigenen Produkte dienten. Noch heute gibt es in Großbritannien eine Anzahl werkseigener Brass-Bands mit einer über 150-jährigen Tradition.
Neben Industriebetrieben hat auch die Heilsarmee eine Rolle bei der Entwicklung von Brass-Bands gespielt: Ab 1880 mussten alle Offiziere und Soldaten ein Blasinstrument erlernen, und so gab es bereits sechs Jahre später etwa 400 Bands der Heilsarmee.
Parallel zur Entwicklung in Industriebetrieben und Heilsarmee wurden vor allem in der Zeit zwischen 1860 und 1880 auch private Brassbands gegründet, so dass die Zahl aller Bands um 1890 allein in England zwischen 15.000 und 20.000 gelegen haben dürfte.
Mit den seit 1850 jährlich abgehaltenen Wettbewerben in verschiedenen Ligen wurde nicht nur das musikalische Niveau gehalten oder verbessert, sondern bei solchen Gelegenheiten lernten die Musiker auch Kollegen kennen und kamen aus ihrem Alltagstrott heraus. Für die Contests wurden strenge Richtlinien entwickelt, die nicht nur für die Gruppen, sondern auch für die Juroren galten und gelten. Letztere sitzen bei der Aufführung in einem Verschlag, damit sie nicht erkennen können, welche Band gerade spielt.

## Besetzung

### Geschichte
Die frühen Werkskapellen und Vorläufer der Brassbands waren nicht nur mit Blechblasinstrumenten, sondern auch mit Holzbläsern besetzt. So ist für das zweite Jahrzehnt des 19. Jahrhunderts folgende Besetzung genannt: 4 Flöten, 4 Klarinetten, 2 Fagotte, 1 Trompete, 2 Waldhörner, 1 Klappenflügelhorn, 1 Basshorn, 1 Ophikleide, 1 Serpent sowie Schlagwerk.
Nachdem 1857 die britische Militärmusik nach preußischem Vorbild umgebildet und einheitlich mit Blechblasinstrumenten besetzt worden war, hatte dies auch Einfluss auf die zivilen Bands, die meist von Militärmusikern dirigiert wurden. Möglich wurde die reine Blechbesetzung zum einen durch die Entwicklung der Ventile, dank derer die Blechblasinstrumente voll chromatisch spielbar wurden. Zum anderen konnten die bis dahin üblichen Kornette, Posaunen und Waldhörner durch die von Adolphe Sax neu entwickelten Instrumente der Saxhornfamilie ergänzt und damit ein geschlossener Klangkörper entwickelt werden.
Infolge des früh und auf breiter Front einsetzenden Wettbewerbswesens und der britischen Auffassung von Fair Play wurden schon bald Regeln zur Vereinheitlichung der Besetzung aufgestellt. Um die Jahrhundertwende durfte eine Band höchstens 24 Mitglieder umfassen.

### Heute übliche Besetzung
Die heute übliche Besetzung einer Brassband besteht aus folgenden Stimmen bzw. Instrumenten:
- Sopran Cornet (in Es)
- Vier Solo Cornets (in B)
- Repiano Cornet (in B)
- Zwei 2. Cornets (in B)
- Zwei 3. Cornets (in B)
- Flügelhorn (in B)

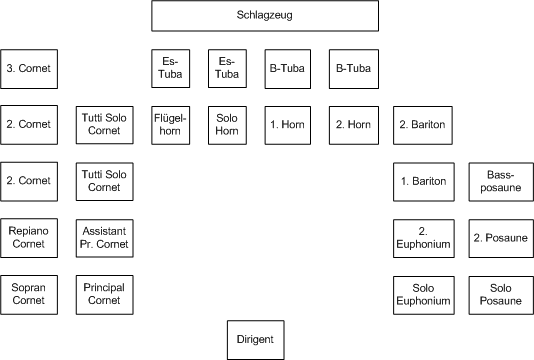
Typische Sitzordnung einer heutigen Brass-Band

- Drei Hörner (in Es) (Solo, 1st, 2nd Horn)
- Zwei Baritone (in B) (1st, 2nd Baritone)
- Zwei Euphonien (in B)
- Zwei Posaunen (in B) (1st, 2nd Trombone)
- Bassposaune (in C)
- Zwei Tuben (in Es)
- Zwei Tuben (in B)
- Drei Schlagzeuger

In der Brassband-Literatur werden traditionell sämtliche Bläserstimmen mit Ausnahme der Bassposaune transponiert und im Violinschlüssel notiert.

## Repertoire
Die Brassbands spielten in ihren Anfangszeiten wie auch viele kontinentale Blasmusik-Gruppen insbesondere Bearbeitungen bekannter Themen aus Opern. Andererseits wurden schon sehr früh Stücke eigens für Brass-Band komponiert, etwa die Tydfil Ouverture von Joseph Parry, die heute noch gespielt wird. Kennzeichnend sind jedoch Bearbeitungen beliebter Opern- und Operettenmelodien, beispielsweise aus Verdis Il trovatore (1857), oder I Vespri siciliani (1880) oder Meyerbeers Le Prophète (1869). Vielfach wurden auch verschiedene Melodien von Komponisten in einem einzigen Stück verarbeitet („Potpourri“).
Bei den Contests konnten die Bands ihre Stücke selbst wählen, was dazu führte, dass eine Gruppe zwischen 1884 und 1892 eine Komposition 22 mal aufführte. Das erste speziell für Contests komponierte Stück war Orynthia von James Melling (1855).
In der ersten Hälfte des 20. Jahrhunderts schufen namhafte Komponisten Stücke für Brass-Band, so unter anderen Percy Fletcher: Labour and Love (1913), Arthur Sullivan: The Absent Minded Beggar (nach Rudyard Kiplings Gedicht), Cyril Jenkins: Coriolanus (1920) und Life Divine (1921), Hubert Bath: Freedom (1922), Henry Gheel: Oliver Cromwell (1923) und On the Cornish Coast (1924), Percy Fletcher: An Epic Symphony (1926), Gustav Holst: A Moorside Suite (1928) sowie Edward Elgar: Severn Suite (1930). Diese Stücke werden noch heute gespielt.
Von erheblicher Bedeutung waren die Kompositionen des Fagottisten Gilbert Vinter, auf den das Arrangement moderner Stücke für Brass-Bands im Wesentlichen zurückgeht.
Der wohl bekannteste Brassband-Komponist des 20. Jahrhunderts war der 1903 in Bristol geborene und 1989 verstorbene Eric Ball. Aus seiner Hand stammen eine Reihe beeindruckender Werke aller Schwierigkeitsgrade. Besondere Bekanntheit erlangten drei Kompositionen aus den 1960er Jahren, in denen er Themen aus Negro Spirituals verarbeitete.
Der Film Brassed Off – Mit Pauken und Trompeten (1996) von Mark Herman hat eine Brass-Band und ihre heutigen Probleme thematisiert.
Regelmäßige Brassband-Wettbewerbe werden in Montreux (Schweiz, nationale Meisterschaft), Luzern (Schweiz, World Band Festival Luzern) und Amboise (Frankreich) organisiert.